# Nuuksuq Glacier
Nuuksuq Glacier är en glaciär i Kanada.   Den ligger i territoriet Nunavut, i den östra delen av landet, 2 700 km norr om huvudstaden Ottawa. Nuuksuq Glacier ligger 441 meter över havet.
Terrängen runt Nuuksuq Glacier är kuperad. Trakten runt Nuuksuq Glacier är nära nog obefolkad, med mindre än två invånare per kvadratkilometer.. Det finns inga samhällen i närheten.
Trakten runt Nuuksuq Glacier är permanent täckt av is och snö.